# Una guerra feliç
Una guerra feliç (original en anglès Keep the Aspidistra Flying, estrenada als Estats Units, Nova Zelanda, Sud-àfrica i Zimbabwe com a A Merry War) és una pel·lícula de comèdia romàntica britànica del 1997 dirigida per Robert Bierman i basada en la novel·la homònima del 1936 escrita per George Orwell. El guió va ser escrit per Alan Plater i va ser produït per Peter Shaw. La pel·lícula és protagonitzada per Richard E Grant i Helena Bonham Carter. Ha estat doblada al català.

## Argument
Gordon Comstock (Grant), és un redactor d'èxit en una florent empresa de publicitat a Londres dels anys trenta. La seva xicota i companya de feina, Rosemary (Bonham Carter), tem que mai no s'estigui amb ella quan de sobte renega el seu estil de vida basat en diners i deixa la seva feina per la satisfacció artística d'escriure poesia.

## Repartiment
- Richard E. Grant com a Gordon Comstock
- Helena Bonham Carter com a Rosemary
- Julian Wadham com a Ravelston
- Jim Carter com Erskine
- Harriet Walter com a Julia Comstock
- Lesley Vickerage com a Hermione
- Barbara Leigh-Hunt com a Sra. Wisbech (acreditat com a Barbara Leigh Hunt)
- Liz Smith com a Mrs. Meakin
- Dorothy Atkinson com a Dora
- John Clegg com a McKechnie
- Bill Wallis com el senyor Cheeseman
- Lill Roughley com la senyora Trilling
- Dorothea Alexander com a vella
- Peter Stockbridge com a vell
- Grant Parsons com a jove preciós
- Malcolm Sinclair com a Paul Doring
- Derek Smee com a lector
- Ben Miles com a cambrer
- Richard Dixon com a cambrer principal
- Eve Ferret com a cambrera

## Producció
El títol Keep the Aspidistra Flying és un joc de paraules amb l'himne socialista "Keep the Red Flag Flying", però amb l'aspidistra, una planta d'interior que representa la respectabilitat anglesa de la classe mitjana.

## Recepció
A Rotten Tomatoes la pel·lícula té una puntuació d'aprovació del 83% basada en les ressenyes de 23 crítics.
Derek Elley de la revista Variety la va qualificar d'una adaptació fantàstica i una "delit constant, sovint molt divertida per a les orelles". Elley va elogiar el càsting, però va criticar la direcció no cinematogràfica.
Roger Ebert del Chicago Sun-Times li va donar un 3 sobre 4 i va escriure: "Per a mi funciona no sols com una adaptació raonable d'una novel·la d'Orwell que m'agrada, sinó també com una forma d'escapament, ja que si se sap la veritat estaria feliç com a dependent en una botiga de llibres usats de Londres. Durant un temps."
Lisa Schwarzbaum d'Entertainment Weekly li va donar una nota A−.